# St.-Urbanus-Kirche (Dorum)

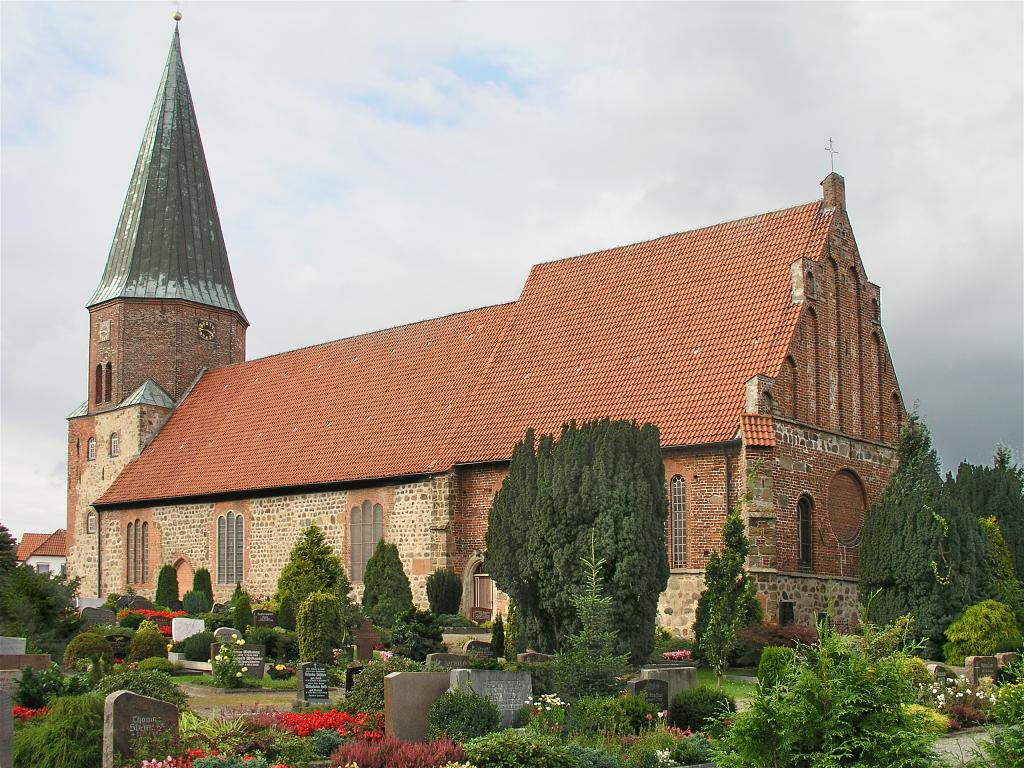
St.-Urbanus-Kirche in Dorum

Die St.-Urbanus-Kirche in Dorum ist eine dem heiligen Urban geweihte Kirche, deren älteste Teile im 13. Jahrhundert errichtet wurden. Es gab zwei Vorgängerbauten, eine Holzkirche und einen Tuffsteinbau, der um 1100 gebaut wurde. St. Urbanus ist neben der Willehadi-Kirche in Wremen eine der Hauptkirchen des Landes Wursten. In der Größe und Ausstattung der Kirchen zeigt sich der damalige Wohlstand der Region.
Die Kirchengemeinde Dorum gehört zum Kirchenkreis Wesermünde in der Evangelisch-lutherischen Landeskirche Hannovers.
Das Gebäude steht unter Denkmalschutz (siehe auch Liste der Baudenkmale in Wurster Nordseeküste).

## Bauwerk

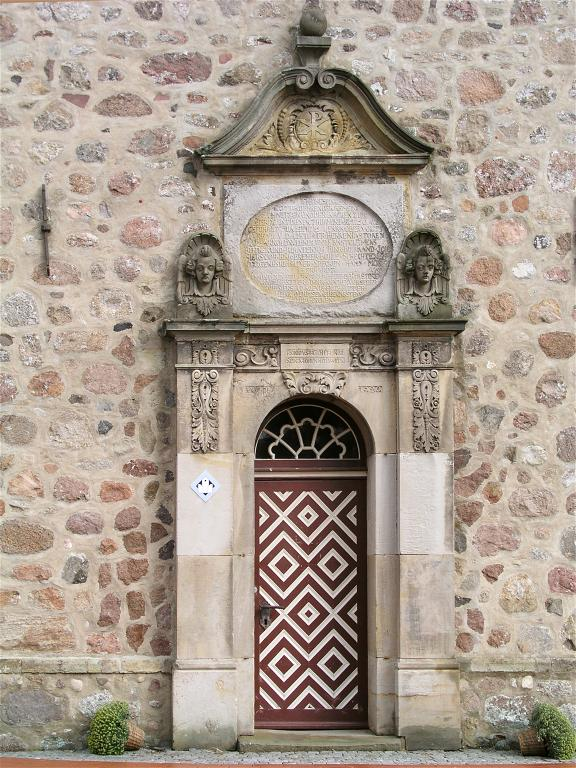
Eingangsportal
von 1920

Die einschiffige Saalbau aus unbehauenen lagerhaftem Feldsteinmauerwerk und mit Satteldach stammt vom Anfang des 13. Jh. An der Nordseite des Schiffes sind drei alte Rundbogenfenster erhalten mit Laibungen aus Sandstein; ebenso die Gebäudekanten und Laibungen beider vermauerten Rundbogenportale. Die  großen dreibahnigen Fenstereinfassungen sind an der Südseite vermutlich um 1757 mit Backsteinmauerwerk verändert worden.
Im Osten schließt sich der 1510 (i) erweiterte dreischiffige  Hallenchor aus Backsteinen an. Das Chordach überragt das Dach des Kirchenschiffs. Die Chorostwand hatte eine große Kreisblende zwischen zwei Spitzbogenfenstern und im Giebel eine ansteigende Spitzbogenblende. An einem südlichen Strebepfeiler des Chores sind romanische Spolien erhalten.
Der Westturm aus Feld- und Backsteinen entstand bis 1751 auf dem Grundriss seines Vorgängers, ausgeführt von Maurermeister J. Chr. Goetze aus Rothenburg. Er wurde 1757 durch einen achteckigen Pyramidenhelm in Kupferdeckung abgeschlossen. Das Eingangsportal am Westturm stammt von 1920.
Im Turm hängen drei Glocken aus Bronze:
| Glocke | Gießer                          | Gussjahr | Durchmesser | Gewicht | Schlagton |
| ------ | ------------------------------- | -------- | ----------- | ------- | --------- |
| 1      | Rincker, Sinn (Hessen)          | 2001     | 1539 mm     | 2335 kg | c'-7      |
| 2      | Rincker, Sinn (Hessen)          | 1964     | 1313 mm     | 1370 kg | es'-80    |
| 3      | Johann Nikolaus Bieber, Hamburg | 1798     | 1080 mm     | 0700 kg | g'-5      |

## Inneres

### Gliederung
Das Kirchenschiff trägt eine Balkendecke und erhält Licht durch große dreiteilige Fenster an der Südwand, die gleichzeitig mit dem Chor von 1510 entstanden sind. Zwischen Schiff und Chor ist ein schmaler Spitzbogen, ursprünglich war dort der Lettner. Nach Osten schließt sich der dreischiffige gotische Hallenchor an. Dessen  Netzgewölbe ruht auf vier schlanken runden Backsteinpfeilern.

### Ausstattung

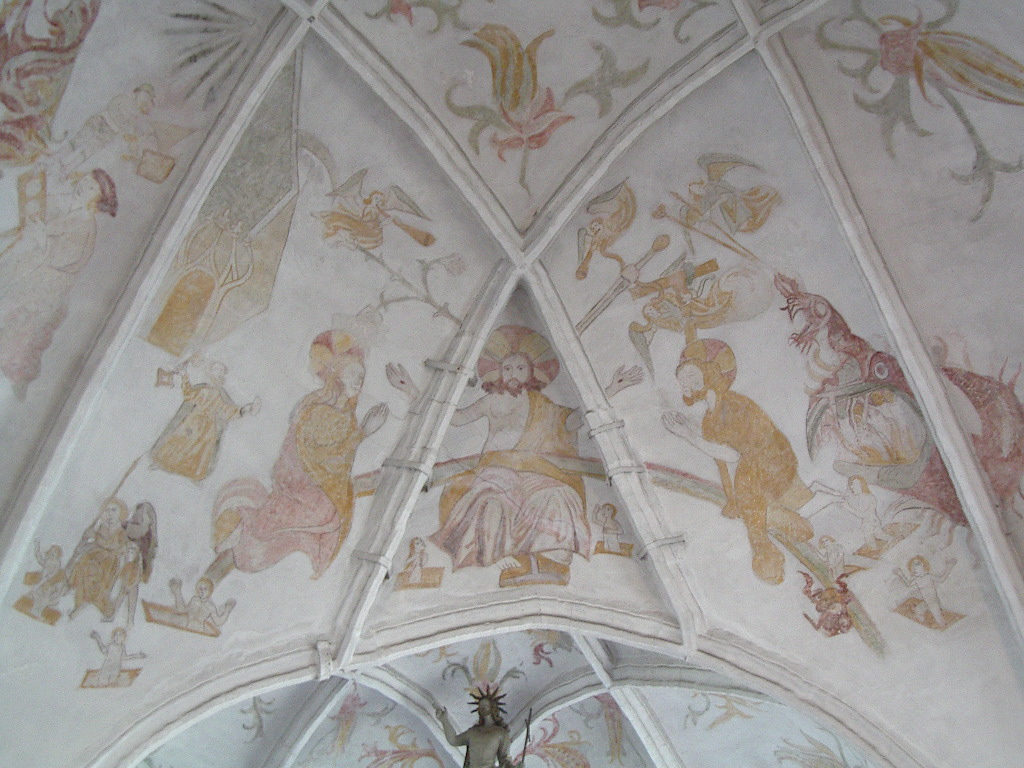
Fresko der Chordecke

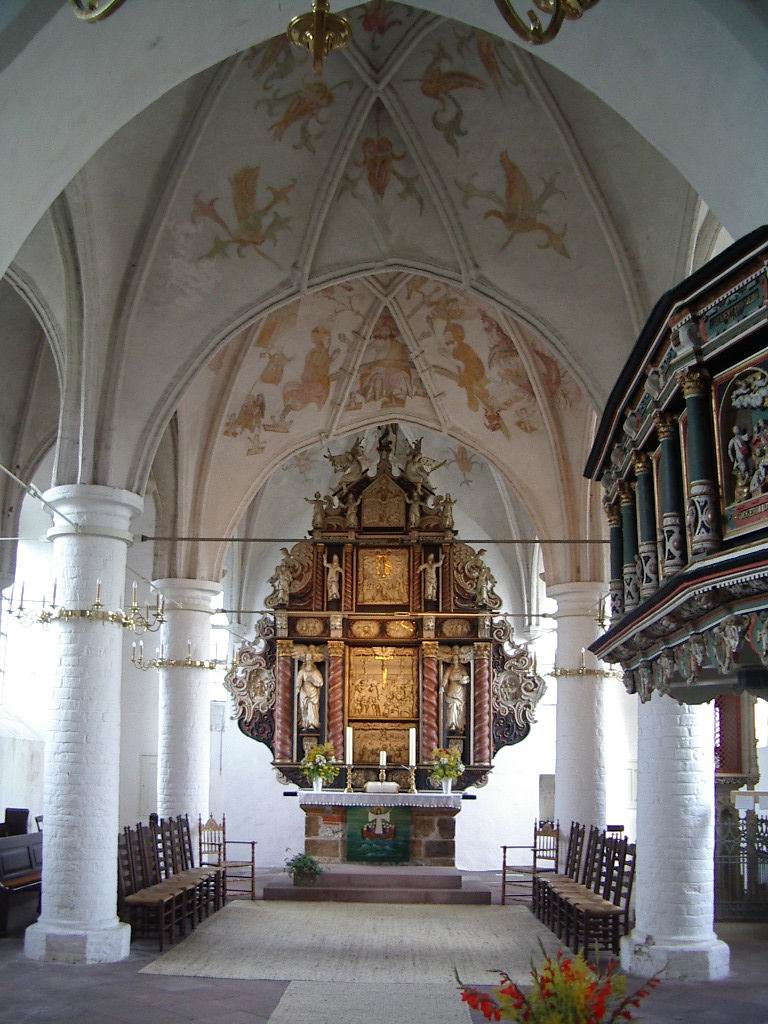
Blick auf den Hallenchor mit dem Altar – rechts die Kanzel

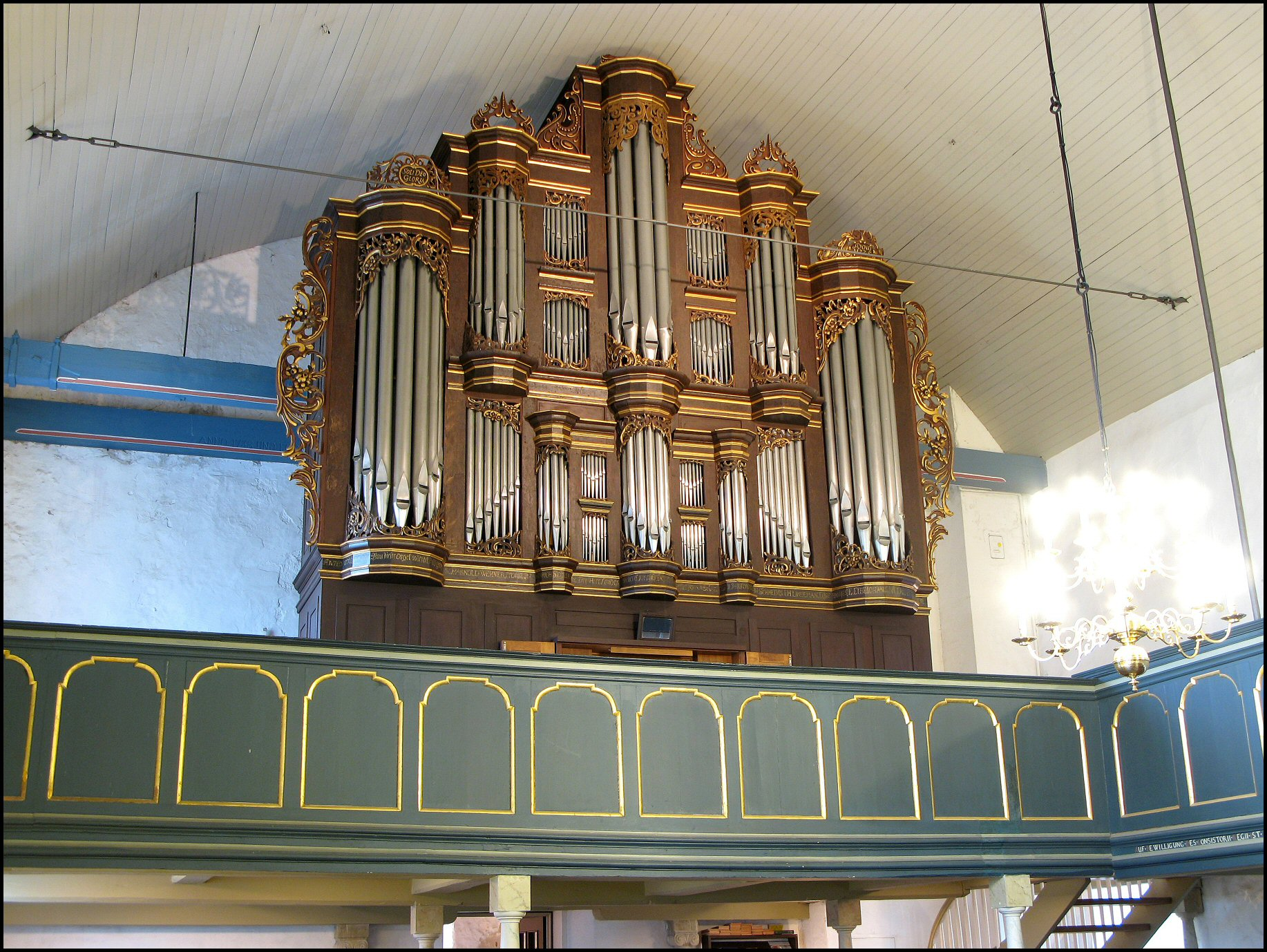
Orgelprospekt

- Originale Deckenmalerei

Die spätgotische Malerei im Chorgewölbe zeigt das Jüngste Gericht mit der zentralen Christusfigur. Maria und Johannes sitzen zu beiden Seiten auf einem Regenbogen als die Fürbitter vor Christi Thron. Oben umschweben Engel die Szene, unten entsteigen die Toten ihren Gräbern. Rechts taucht ein Fischungeheuer mit einem Teufel auf.
- Altar

Der Altaraufsatz wurde im Jahr 1670 von Jürgen Heidtmann dem Jüngeren aus Otterndorf geschaffen. Er ist viergeschossig aufgebaut mit gewundenen Säulen und zeigt reiche Verzierungen mit Reliefs, Knorpelwerk und Statuetten.
- Taufbecken

Das Taufbecken vom Anfang des 13. Jahrhunderts besteht aus belgischem Marmor. Es zeigt an der Wandung Kopfkonsolen und Ranken. Der achtseitige hölzerne Deckel stammt aus der Zeit um 1670.
- Kanzel

Die polygonale Kanzel wurde 1618–1620 von Michael Ringkmacher geschaffen, einem Bildschnitzer aus Otterndorf. Sie enthält insgesamt 17 Felder mit Bildreliefs. Auf der Seite zum Chor hin sind sieben Tugenden dargestellt, auf der Gemeindeseite neun biblische Szenen und eine weitere Tugend. Korinthische Säulen, Kartuschen und Engelsköpfe bilden reichhaltigen Schmuck.
- Sakramentshäuschen

Das freistehende, turmartige Sakramentshäuschen weist filigrane gotische Formen auf. Es stammt von 1524 und besteht aus Baumberger Kalkstein.
An der Nordseeküste findet man lediglich drei weitere Sakramentshäuser, und zwar in Arle, in Norden und in Tettens.
- Kruzifixe

Die Kirche besitzt zwei Kruzifixe aus Holz, ein romanisches aus der ersten Hälfte des 13. Jahrhunderts (Viernageltyp), ein spätgotisches aus der Mitte des 15. Jahrhunderts.

### Orgel
Die Orgel der Urbanus-Kirche wurde 1964 bis 1984 in mehreren Bauabschnitten von der Orgelbaufirma Hillebrand in das vorhandene historische Orgelgehäuse aus dem Jahre 1765 eingebaut. Das Gehäuse stammt von dem Orgelbauer Johann Matthias Schreiber (Glückstadt). Das Orgelwerk hat 22 klingende Register auf zwei Manualen und Pedal. 2004 wurde die Disposition im Zuge einer Renovierung geringfügig verändert.
| I Hauptwerk C–g3 |           |       |
| 1.               | Gedackt   | 16′   |
| 2.               | Principal | 8′    |
| 3.               | Rohrflöte | 8′    |
| 4.               | Oktav     | 4′    |
| 5.               | Flöte     | 4′    |
| 6.               | Oktav     | 2′    |
| 7.               | Quinte    | 2 ⁄3′ |
| 8.               | Mixtur IV |       |
| 9.               | Trompete  | 8′    |

| II Brustwerk C–g3 |             |       |
| 10.               | Gedackt     | 8′    |
| 11.               | Principal   | 4′    |
| 12.               | Spitzflöte  | 4′    |
| 13.               | Waldflöte   | 2′    |
| 14.               | Siffloit    | 1 ⁄3′ |
| 15.               | Scharff III |       |
| 16.               | Krummhorn   | 8′    |

| Pedal C–f1 |            |     |
| 17.        | Subbaß     | 16′ |
| 18.        | Oktav      | 8′  |
| 19.        | Oktav      | 4′  |
| 20.        | Mixtur III |     |
| 21.        | Posaune    | 16′ |
| 22.        | Trompete   | 8′  |

- Koppeln: II/I, I/P, II/P

## Friedhof
Die Kirche umgibt ein großer denkmalgeschützter ev.-luth. Friedhof mit alten Grabsteinen. Der Friedhof mit der Friedhofskapelle hat neben Wahlgrabstellen und Urnengrabstellen ein Gemeinschaftsgräberfeld auf Rasen für Urnen und ein Gräberfeld für Kinder, die nicht der Bestattungspflicht unterliegen.